# Jon Day
Jon Day (geboren  1984) ist ein britischer Literaturkritiker und Schriftsteller.

## Leben
Jon Day studierte Literatur und Philosophie am St John’s College (Oxford) und wurde dort promoviert. Er lehrt seit 2014 Englisch als Lecturer am King’s College London.
Day schreibt Essays und Rezensionen, die beim London Review of Books, n+1, New York Review of Books, The Times Literary Supplement und im The Guardian erschienen. Sein Buch Cyclogeography ist ein philosophischer Versuch über seine Erfahrung als Fahrradkurier in London. Sein zweites Buch handelt vom Brieftaubensport und dem Heimkommen.
Day war 2016 Juror beim Man Booker Prize und 2019 beim Wellcome Book Prize.

## Werke (Auswahl)
- Cyclogeography : journeys of a London bicycle courier. London : Notting Hill Editions, 2016
- Homing: On Pigeons, Dwellings and Why We Return. John Murray, 2019
- (Hrsg.): A twitch upon the thread : writers on fishing. London : Notting Hill Editions, 2019